# 分解図
分解図（ぶんかいず）は、オブジェクトの図、絵、概略ダイヤグラム 、またはテクニカル・ドローイングであり、さまざまな部品の関係または組み立て順序を示している 。 
これは、距離によってわずかに離れた、または3次元分解図の場合は周囲のスペースに吊り下げられたオブジェクトのコンポーネントを示している。オブジェクトは中央から発散する小さな制御されて爆発があったかのように表され、オブジェクトの部分はそれらの元の位置から等しい距離だけ離れている。 
分解図は、 部品カタログ 、組立および保守マニュアル、その他の説明資料で使用される。 
分解図の投影図は通常、上から見て、図面の左側または右側からわずかに対角線上に示されている（右のギアポンプの分解図を参照：わずかに上から見て、斜め方向に図面の左側から示されている）。 

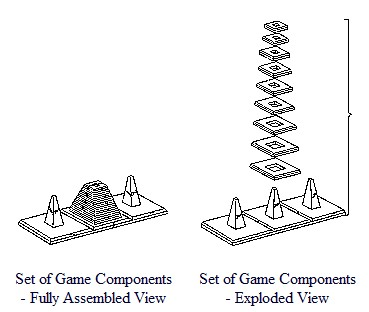
特許図面における完全に組み立てられた分解図

ギヤポンプの分解図

分解図は、機械部品または他の部品の意図された組み立てを示す図面の一種であるが、それはアセンブリのすべての部分がどのように一緒に収まるかを示している。機械システムでは通常、中心に最も近い部品が最初に組み立てられ、他部品は主要部品で組み立てられる。この図は、外側の部品が通常最初に取り外される部品の分解を表すのにも役立つ 。 
分解図は、部品の配置、またはアセンブリまたはサブアセンブリに含まれる部品を示す説明的なマニュアルでは一般的であり、通常このような図には、部品識別番号と、どの部品が図の特定の位置を埋めるかを示すラベルがある。多くのスプレッドシートアプリケーションは、展開円グラフなどの展開図を自動的に作成できる。 
分解図での特許出願図面では、分離された部品はブラケットによって包含されるべきであり、様々な部品の関係または組み立て順序が許容されることを示している。画像を参照のこと。別の図と同じシートにある図に分解図が表示されている場合は、分解図を大括弧で囲む必要がある 。 
展開図は、例えばランドスケープデザインのプレゼンテーションなど建築図面でも使用され、分解図では、立方体の絵のように、要素が建築図の上空を飛んでいるようなイメージを作成できる。場所は、要素のサイトプラン内で影付きまたは点線で表示されている 。 

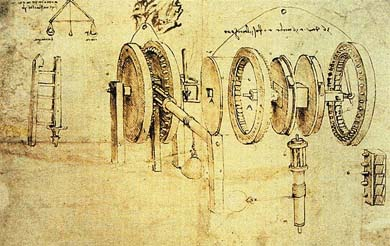
レオナルドダヴィンチによる分解図

破断図とともに、分解図はルネサンス期に発生した多くのグラフィック発明の一つであり、新たな絵画的表現を自然主義的な方法で明確にするために開発された。分解図は、 Marino Taccola （1382年 - 1453年）の15世紀初頭のノートにまで遡ることができ、 フランチェスコ・ディ・ジョルジョ・マルティーニ（1439年 - 1502年）とレオナルド・ダ・ヴィンチ （1452年 - 1519年）によって完成された 。 
分解図の最初のより明確な例の1つは、 往復運動機械の設計図で、レオナルドによって作成された。レオナルドは、人体解剖学に関するものを含む、他のいくつかの研究においてこの提示方法を適用している。 
「分解図」という用語は1940年代に登場し、1965年に「3次元（等角図）図」として定義された最初の1つで、詳細部分の組み立てまたは分解の部品、サブアセンブリ、およびより高いアセンブリの嵌合関係を示している。 